# Trenton (Missouri)
Trenton város az USA Missouri államában, Grundy megyében, melynek megyeszékhelye is. Lakosainak száma 5609 fő (2020. április 1.).

## Népesség
A település népességének változása:
| Lakosok száma | 617  | 6001 | 5609 |
|               | 1860 | 2010 | 2020 |